# Astragalus thlaspi
Astragalus thlaspi là một loài thực vật có hoa trong họ Đậu. Loài này được Lipsky miêu tả khoa học đầu tiên.